# The Water Murmurs
Pour plus de détails, voir Fiche technique et Distribution.
The Water Murmurs (海边升起一座悬崖, Hai bian sheng qi yi zuo xuan ya) est un film chinois réalisé par Story Chen, sorti en 2022.

## Synopsis
Les habitants d'une petite ville fuit à la suite d'un impact terrestre. Avant de partir, Nian doit dire à revoir à quelqu'un qui compte pour elle.

## Fiche technique
- Titre : The Water Murmurs
- Titre original : 海边升起一座悬崖 (Hai bian sheng qi yi zuo xuan ya)
- Réalisation : Story Chen
- Scénario : Xiaozi Muhua
- Musique : Oliver Mayo
- Photographie : Bing Xi
- Montage :
- Production : Xiaoyuan Li
- Société de production :
- Pays :  Chine
- Genre : Science-fiction
- Durée : 15 minutes
- Dates de sortie : 
  -  France : 27 mai 2022 (Festival de Cannes)

## Distribution
- Li Rongxi : papy Peng
- Annabel Yao : Nian
- Zhang Taiwen : Tian

## Distinctions
Le film a reçu la Palme d'or du court métrage, le prix du jury au Festival du court métrage de Sapporo et le Youth Film Handbook Award au To Ten Chinese Films Festival.